# Píla (Pezinok)
Píla es un municipio del distrito de Pezinok en la región de Bratislava, Eslovaquia, con una población estimada a final del año 2024 de 371 habitantes.
Se encuentra ubicado al este de la región, en el valle del río Morava y cerca de la frontera con la región de Trnava y con Austria.

## Demografía
| Año        | 1994 | 2004     | 2014     | 2024     |
| ---------- | ---- | -------- | -------- | -------- |
| Población  | 233  | 278      | 323      | 371      |
| Diferencia |      | +19,31 % | +16,18 % | +14,86 % |

| Año        | 2023 | 2024    |
| ---------- | ---- | ------- |
| Población  | 367  | 371     |
| Diferencia |      | +1,08 % |